# Manika Batra
Manika Batra   (Delhi, 15 de juny de 1995) és una jugadora de tennis de taula índia. A data de gener de 2019, és considerada la millor jugadora femenina de tennis de taula de l'Índia, i la 47a del món.

## Primers anys
Batra va néixer el 15 de juny de 1995, en el si d'una família on era la menor de tres germans. Procedeix de Naraina Vihar, a Delhi i va començar a jugar tennis de taula amb 4 anys. La seva germana Anchal i el seu germà Sahil també juguen a tennis de taula. De fet, Anchal ha exercit una gran influència en Manika durant els primers anys de la seva carrera. Després de guanyar un partit en un torneig estatal sub-8, Batra va decidir entrenar sota les ordres de Sandeep Gupta, el qual li va suggerir que canviés a la Hans Raj Model School, on ell dirigia la seva acadèmia.
Batra va rebutjar ofertes de model quan era adolescent. Quan tenia 16 anys, va declinar una beca per entrenar a l'Acadèmia Peter Karlsson de Suècia. Va estudiar al Jesus and Mary College durant un any, abans de deixar-lo per "concentrar-se" en el tennis de taula.

## Carrera
L'any 2011, Batra va guanyar la medalla de plata en la categoria sub-21 de l'Obert de Xile. Va representar Índia en els Jocs de la Commonwealth de 2014 a Glasgow, on va caure als quarts de final, així com en els Jocs Asiàtics de 2014. Va guanyar tres medalles als Campionats de tennis de taula de la Commonwealth de 2015, on va aconseguir la medalla de plata en la competició femenina per equips (amb Ankita Das i Mouma Das), així com en la prova femenina de dobles (amb Ankita Das), i va aconseguir el bronze en la competició femenina individual.

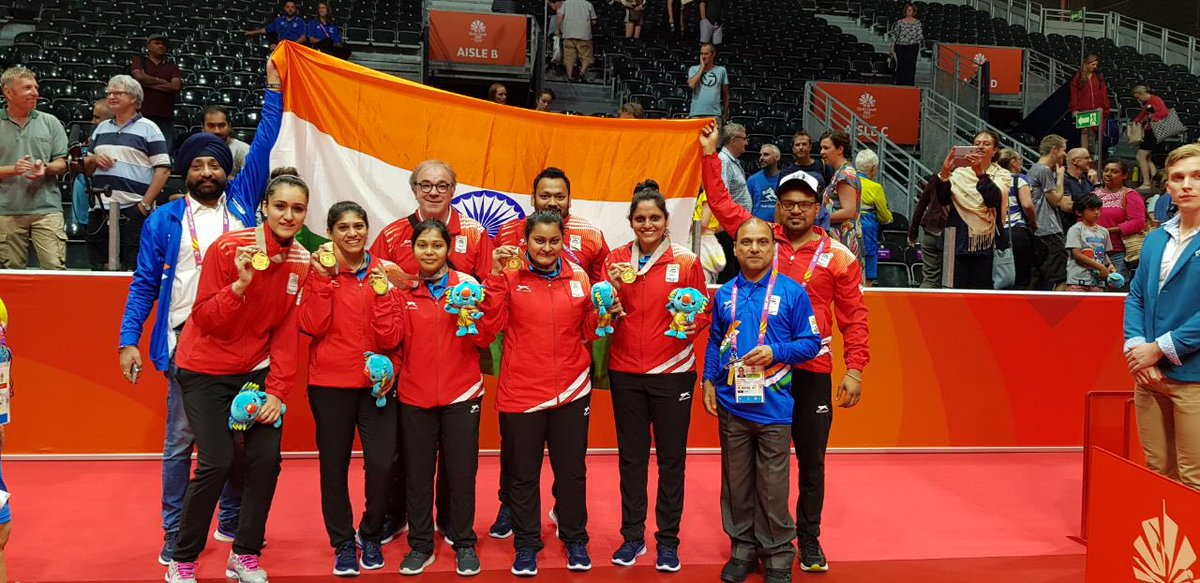
Components de l'equip femení de tennis de taula de l'Índia en els XXI Jocs de la Commonwealth

Batra va guanyar tres medalles d'or als Jocs de l'Àsia del Sud de 2016, on va guanyar la competició femenina de dobles (amb Pooja Sahasrabudhe), la competició de dobles mixtos(amb Anthony Amalraj) i la competició femenina per equips (amb Mouma Das i Shamini Kumaresan). Batra no va aconseguir una quarta medalla d'or, en ser derrotada a la competició femenina individual per la seva compatriota Mouma Das. Es va classificar per a la competició individual femenina dels Jocs Olímpics d'Estiu de 2016, en haver estat la guanyadora del grup d'Àsia del Sud del torneig de classificació disputat l'abril de 2016. Tanmateix, la seva participació als Jocs Olímpics de 2016 va ser curta, en caure davant la polonesa Katarzyna Grzybowska en la primera ronda de la competició individual femenina.
Batra va liderar la selecció femenina de l'Índia en la seva consecució de la medalla d'or en la final davant de la selecció de Singapur, quatre cops guanyadores i defensores del campionat, als Jocs de la Commonwealth de 2018 disputats a Gold Coast, Austràlia. L'equip femení de tennis de taula de Singapur mai no havia perdut en els Jocs de Commonwealth des que es va incloure aquest esport en el programa l'any 2002. Batra va derrotar la número 4 mundial Feng Tianwei, i també va véncer Zhou Yihan per 3-1 a la final, donant així la victòria a l'Índia.
Batra i Mouma Das van guanyar la medalla de plata per a l'Índia en la categoria de dobles femenins als Jocs de la Commonwealth de 2018, en ser derrotades a la final per les defensores del títol Feng Tianwei i Yu Mengyu de Singapur. Manika Batra va ser la primera dona índia a guanyar una medalla d'or en la competició individual de tennis de taula en els Jocs de la Commonwealth de 2018, en derrotar la jugadora de Singapur Yu Mengyu. Aquests jocs foren el millor resultat aconseguit per Batra, ja que va guanyar 4 medalles en les 4 competicions en les quals va participar, de les quals 2 van ser d'or, 1 de plata i 1 de bronze.
El 12 de desembre de 2018 va ser l'única esportista de l'Índia en rebre el premi "The Breakthrough Star Award" de la Federació Internacional de Tennis Taula.

## En els mitjans de comunicació
Batra va ser portada de l'edició de juliol de 2018 de la revista Femina. També va figurar en l'edició de novembre de 2018 de la revista Vogue.